# Arnold De Munnynck
Arnoldus Josephus (Arnold) De Munnynck (Gent, 1 maart 1883 – Brussel, 18 maart 1977) was een Belgisch tenor. Hij gebruikte ook wel de pseudoniemen Arnold (van) Ackerghem en Arnold (van) Artevelde.
Hij was zoon van timmerman Albertus Augustus De Munnynck  en Emilia Seraphina Allaert. Hijzelf was getrouwd met Leonia Augusta De Moerloose.
Hij kreeg zijn muziekopleiding in Gent en debuteerde ook in die stad bij de Gentse Opera. Van 1924 tot 1926 was hij verbonden aan de Koninklijke Vlaamse Opera in Antwerpen. Hij was als zodanig betrokken bij uitvoeringen in het Nederlands, De dode ogen (Die toten Augen) van Eugen d'Albert, Stepan van Ebbe Hamerik en Marieke van Nymegen van Franz Uytenhove. In de jaren dertig was hij (onder pseudoniem J. Delterre) net als zijn vrouw Leonie De Moerloose betrokken bij het satirisch blad Pierlala, waarin hij schreef over toestanden in de theater en muziekwereld. Het blad stuurde richting de Vlaamse Beweging en Nationaal-Socialistische beweging en kwam regelmatig met justitie in aanmerking (De Munnynck zat in 1931 twee maanden in de cel). In de late jaren dertig ontspoorde het blad richting nazisme.
Hij was voorts enkele jaren verbonden aan het operagezelschap in Marseille en de Koninklijke Muntschouwburg in Brussel, maar keerde in 1942 terug naar zijn geboortestad en was toen daar een seizoen verbonden aan de Opera van Gent. Hij zong later bijna alleen operettes.
Van hem is een relatief uitgebreide Nederlandse discografie bekend.